# 鹿児島県道219号玉取迫鹿児島港線
鹿児島県道219号玉取迫鹿児島港線（かごしまけんどう219ごう たまとりさこかごしまこうせん）は、鹿児島県鹿児島市を通る一般県道である。

## 概要
谷山ICで指宿スカイラインに接続し、谷山IC - 慈眼寺大橋間は片側2車線の自動車専用道路となっており鹿児島県道路公社が鹿児島県から委託され管理している。これに連続する慈眼寺大橋 - 交通安全教育センタ前交差点までの区間も歩道がなく歩行者の通行はできないが、自動車専用道路には指定されていない。
谷山ICから交通安全教育センタ前までの区間は指宿スカイラインの延長線上に位置し接続部も一部を除きランプがある。
また、同交差点より指宿方面（同道路経由）は産業道路入口交差点までは概ね片側3車線となっている。また、鹿児島県道217号郡元鹿児島港線とこの区間を合わせて産業道路と呼称されている。周辺には商業施設や運送会社などが多く位置する区間であり、物流の基点を担っている。
谷山ICから慈眼寺大橋までの区間は、125 cc以下の二輪車および軽車両、歩行者は通行止めの規制が行われている。

### 路線データ
- 起点：鹿児島県鹿児島市上福元町（指宿スカイライン 谷山IC、鹿児島県道17号指宿鹿児島インター線・鹿児島県道20号鹿児島加世田線交点）
- 終点：鹿児島県鹿児島市平川町（産業道路南入口交差点、国道226号交点）
- 陸上距離：6.199 km[2]

## 歴史
- 1974年（昭和49年）12月11日 - 玉取迫鹿児島港線として県道路線に認定される[3]。
- 1976年（昭和51年）12月2日 - 和田 - 平川間（4.0 km）が暫定2車線で供用開始[4]。
- 1992年（平成4年）11月20日 - 谷山IC - 慈眼寺大橋間（2.5 km）が暫定2車線で供用開始[1]。
- 2003年（平成15年）11月19日 - 谷山IC - 慈眼寺大橋間が4車線に拡幅される[1]。

## 路線状況

### 通称
- 産業道路

### 道路施設

#### トンネル
- 和田トンネル：全長275 m、1991年（平成3年）竣工、鹿児島市

### 車線・最高速度
| 区間                                                | 車線 上下線=上り線+下り線 | 最高速度         | 管理者           |
| --------------------------------------------------- | ------------------------- | ---------------- | ---------------- |
| 谷山IC - 慈眼寺大橋                                 | 4=2+2                     | 60 km/h （指定） | 鹿児島県道路公社 |
| 慈眼寺大橋 - 交通安全教育センター前交差点           | 4=2+2                     | 50 km/h （指定） | 鹿児島県         |
| 交通安全教育センター前交差点 - 産業道路南入口交差点 | 6=3+3                     | 60 km/h （法定） | 鹿児島県         |

## 地理

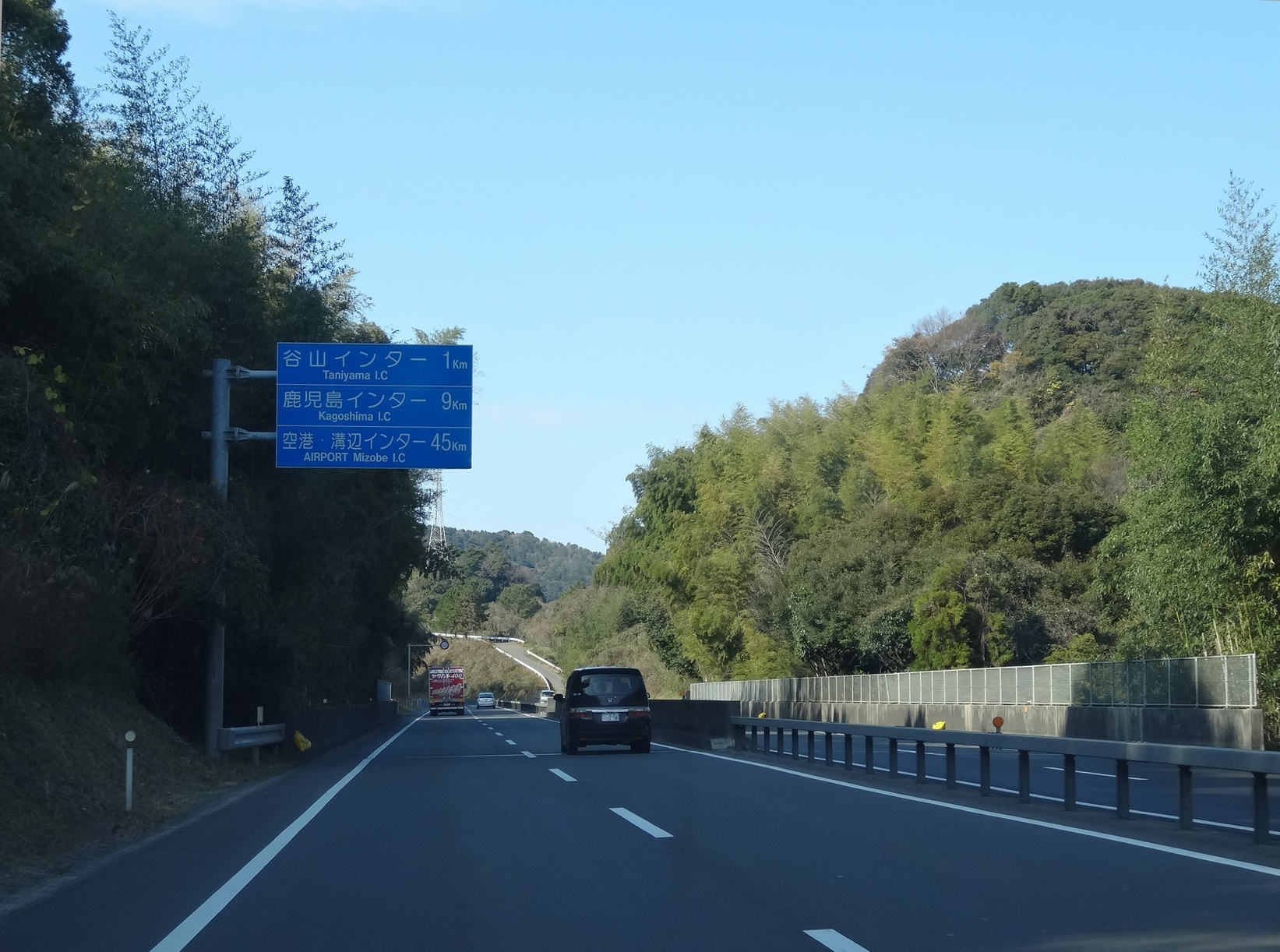
谷山IC付近（自動車専用道路区間）

### 通過する自治体
- 鹿児島市

### 交差する道路
| 交差する道路                                                                     | 交差する場所 | 交差する場所                 |
| -------------------------------------------------------------------------------- | ------------ | ---------------------------- |
| 指宿スカイライン 鹿児島県道17号指宿鹿児島インター線 鹿児島県道20号鹿児島加世田線 | 上福元町     | 谷山IC / 起点                |
| 国道225号 国道226号 重複                                                         | 和田3丁目    | 和田坂交差点                 |
| 鹿児島県道217号郡元鹿児島港線                                                    | 南栄5丁目    | 交通安全教育センター前交差点 |
| 国道226号                                                                        | 平川町       | 産業道路南入口交差点 / 終点  |

### 交差する鉄道
- 指宿枕崎線

### 沿線
- 鹿児島市民体育館

## ギャラリー

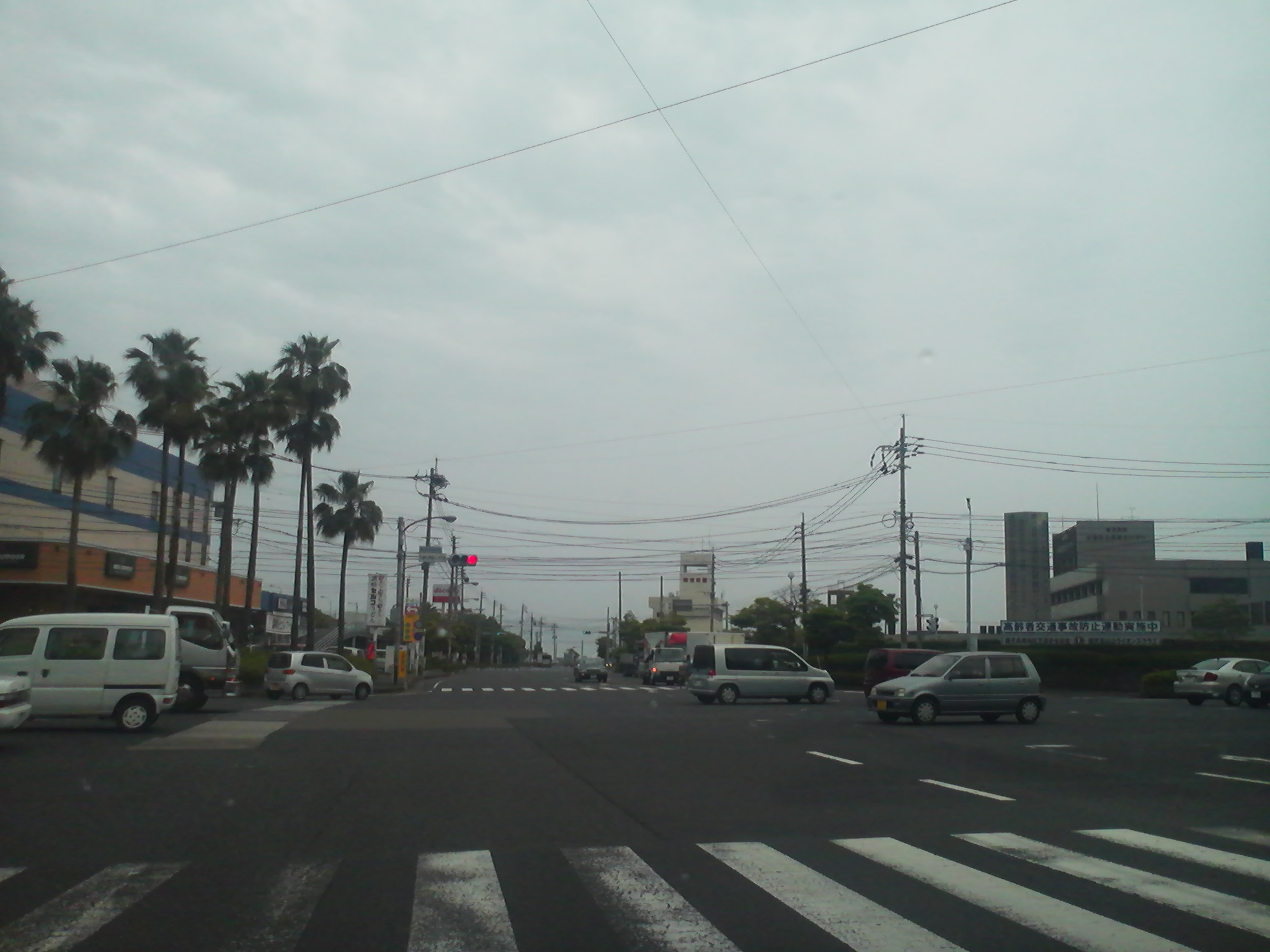
鹿児島県道217号郡元鹿児島港線との交点である交通安全教育センター前交差点。
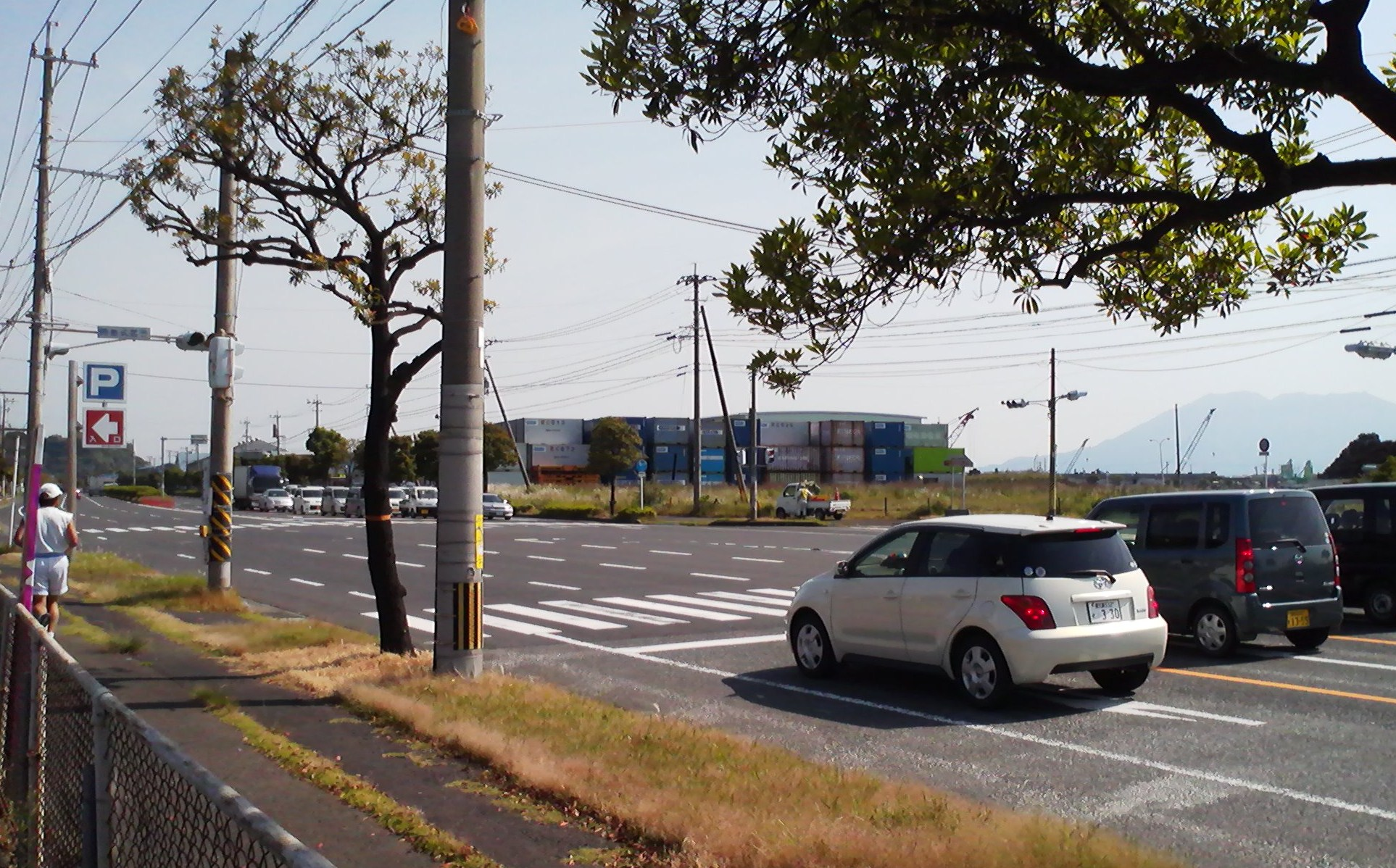
七ツ島でこの区間は片側3車線になっている
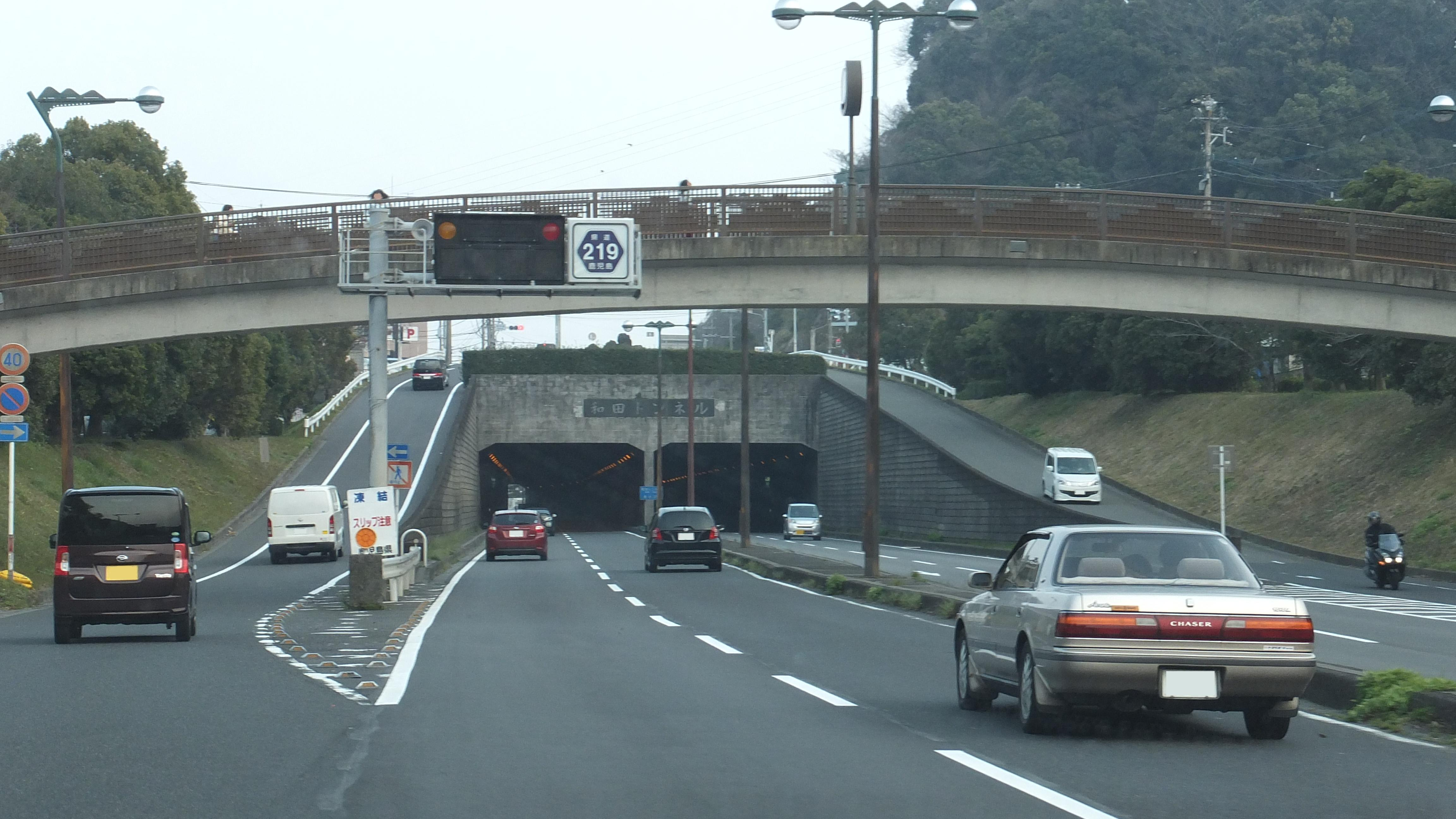
和田トンネル（鹿児島県）の画像 （長さ：275 m）